# Alleanza Democratica (Venezuela)
Alleanza Democratica è una coalizione di partiti politici venezuelani costituitasi in vista delle elezioni parlamentari del 2020. Contrapposta sia al governo di Nicolás Maduro che al suo principale rivale Juan Guaidó, vede l'adesione di vari soggetti di orientamento cristiano-sociale e cristiano democratico, in particolare:
- Azione Democratica;
- Speranza del Cambiamento;
- COPEI;
- Avanzata Progressista;
- Cambiemos.